# Dorymyrmex bossutus
Dorymyrmex bossutus é uma espécie de formiga do gênero Dorymyrmex.